# Нагорський район
Наго́рський район (рос. Нагорский район) — район у складі Кіровської області Російської Федерації. Адміністративний центр — селище міського типу Нагорськ.

## Історія
Синьогорський район був утворений 10 липня 1929 року із Сочневської та частини Редькінської волостей Слободського повіту Вятської губернії. Тоді він увійшов до складу Вятського округу Нижньогородського краю. 1934 року район увійшов до складу Кіровського краю. 1935 року районний центр був перенесений до Нагорська, район змінив назву, а із частини території був утворений Поломський район. 1936 року район увійшов до складу Кіровської області.
7 грудня 2004 року, в рамках муніципальної реформи, у складі району були утворені 1 міське та 6 сільських поселень. 2009 року Заєвське сільське поселення було приєднане до Чеглацького.

## Населення
Населення району складає 8578 осіб (2017; 8796 у 2016, 9087 у 2015, 9291 у 2014, 9542 у 2013, 9858 у 2012, 10255 у 2011, 10336 у 2010, 11796 у 2009, 13186 у 2002, 16381 у 1989, 18595 у 1979, 25689 у 1970).

## Адміністративний поділ
Станом на 2010 рік район адміністративно поділявся на 1 міський та 5 сільських поселень, до його складу входило 66 населених пунктів, з яких 15 не мали постійного населення, але ще не були зняті з обліку:
| Поселення                       | Площа, км² | Населення, осіб (2002) | Населення, осіб (2010) | Населення, осіб (2017) | Центр            | Населені пункти |
| ------------------------------- | ---------- | ---------------------- | ---------------------- | ---------------------- | ---------------- | --------------- |
| Нагорське міське поселення      | 772,9      | 5138                   | 4903                   | 4476                   | смт Нагорськ     | 1               |
| Кобринське сільське поселення   | 1863,0     | 2036                   | 1495                   | 1153                   | селище Кобра     | 4               |
| Метелівське сільське поселення  | 784,5      | 521                    | 339                    | 233                    | селище Бажелка   | 3               |
| Мулінське сільське поселення    | 1404,2     | 1174                   | 743                    | 508                    | село Муліно      | 17              |
| Синьогорське сільське поселення | 460,74     | 2331                   | 1614                   | 1253                   | село Синьогор'є  | 7               |
| Чеглаківське сільське поселення | 1950,65    | 1986                   | 1242                   | 955                    | присілок Чеглаки | 34              |

## Найбільші населені пункти
| №  | Населений пункт | Населення, осіб (2002) | Населення, осіб (2010) |
| -- | --------------- | ---------------------- | ---------------------- |
| 1  | Нагорськ        | 5138                   | 4903                   |
| 2  | Синьогор'є      | 1384                   | 1150                   |
| 3  | Кобра           | 1259                   | 1006                   |
| 4  | Орлеці          | 571                    | 441                    |
| 5  | Бажелка         | 476                    | 305                    |
| 6  | Шевирталово     | 329                    | 294                    |
| 7  | Заєво           | 322                    | 254                    |
| 8  | Липове          | 475                    | 252                    |
| 9  | Муліно          | 259                    | 230                    |
| 10 | Чеглаки         | 170                    | 171                    |